# Џорџ Сондерс
Џорџ Сондерс (енгл. George Saunders; Амарило, Тексас, 2. децембар 1958) амерички је писац, аутор кратких прича, есеја, романа и књига за децу.

## Награде и признања
Професор на Универзитету Сиракуза, Сондерс је освојио награде за кратку причу 1994, 1996, 2000, 2004, и друго место О. Хенри награде 1997. године. Његова прва збирка прича, Земља грађанског рата у опадању, била је финалиста Хемингвејеве награде 1996.
За збирку прича Десети децембар освојио награду Story Prize 2013, а 2017. године Букерову награду за роман Линколн у барду.

Год. 2009. добио је награду Америчке академије уметности и књижевности, а 2014. је изабран за њеног члана.

## Књижевни утицаји
По сопственој изјави, на њега су знатно утицали руски писци 19. и почетка 20. века: Гогољ, Толстој, Чехов и Бабељ, али и хумористи као Марк Твен, Данил Хармс, Гручо Маркс и др. Од америчких писаца још и Шервуд Андерсон, Хемингвеј, Карвер и Тобајас Волф.

## Оцена дела
Сондерсова проза тематизује апсурдност конзумеризма, корпоративне културе и улоге масовних медија. Иако многи критичари истичу сатирични аспект његовог опуса, Сондерс такође поставља морална и филозофска питања данашњег времена.